# Succinil-CoA
Succinil-coenzima A, notată succinil-CoA este un tioester al acidului succinic cu coenzima A. Este un intermediar important în ciclul Krebs, fiind sintetizat din alfa-cetoglutarat în prezența alfa-cetoglutarat dehidrogenazei, printr-un proces de decarboxilare. În această etapă se adaugă coenzima A.
Dacă se folosește vitamina B12 pe post de cofactor enzimatic, se poate sintetiza din propionil-CoA, deoarece acesta este un derivat de acid gras cu număr impar de atomi de carbon care nu poate fi degradat prin beta-oxidare.